# 國立中山大學海洋科學學院

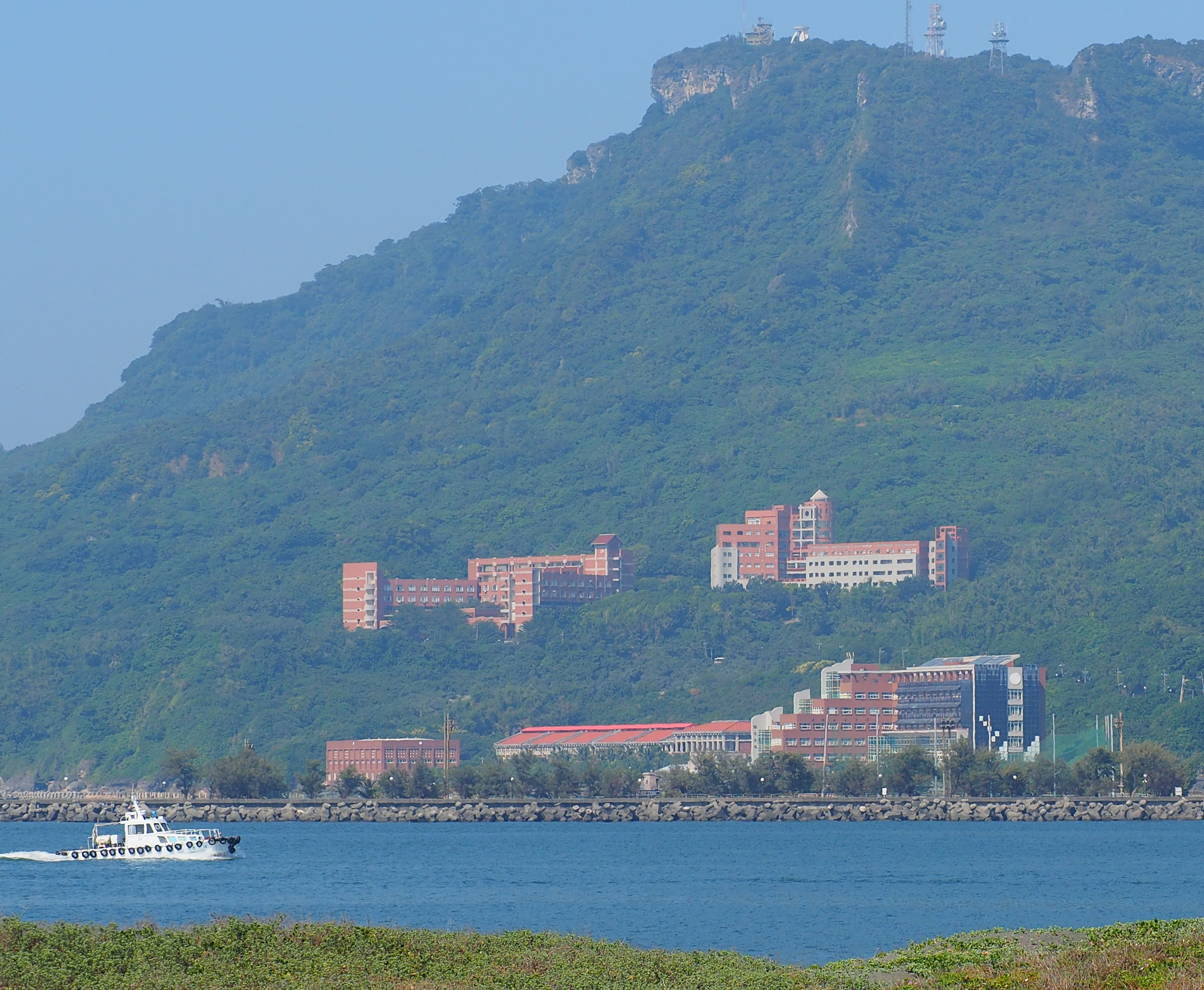
位於西子灣畔的海洋科學學院，後方為位於壽山山腰的文學院

國立中山大學海洋科學學院（英語：College of Marine Sciences, National Sun Yat-sen University），簡稱中山海科院，是國立中山大學的10所學院之一，也是台灣第一個海洋科學學院。

## 沿革
- 1981年，國立中山大學海洋生物研究所（碩士班）成立。
- 1983年，國立中山大學海洋資源學系（學士班）成立。(2005年更名為「海洋生物科技暨資源學系」)
- 1985年，國立中山大學海洋地質研究所（碩士班）成立。(1996年更名為「海洋地質及化學研究所」)
- 1986年，國立中山大學海洋科學學院成立。
- 1988年，國立中山大學海洋環境學系成立。(1998年更名為「海洋環境及工程學系」)
- 1996年，國立中山大學海下科技研究所成立。
- 2000年，國立中山大學海洋物理研究所成立。
- 2004年，海下所和海物所合併成「海下科技暨應用物理研究所」。
- 2009年，國立中山大學海洋科學學士學位學程、海洋生物科技博士學程成立。
- 2013年，海洋生物研究所、海洋地質及化學研究所及海洋科學學士學位學程整併為「海洋科學系」。

## 校園
中山海科院在高雄市西子灣畔有5棟教學大樓。位於南中國海東沙群島的東沙國際海洋研究站距離西子灣400公里，構成了全台最遠的校園移動間距。

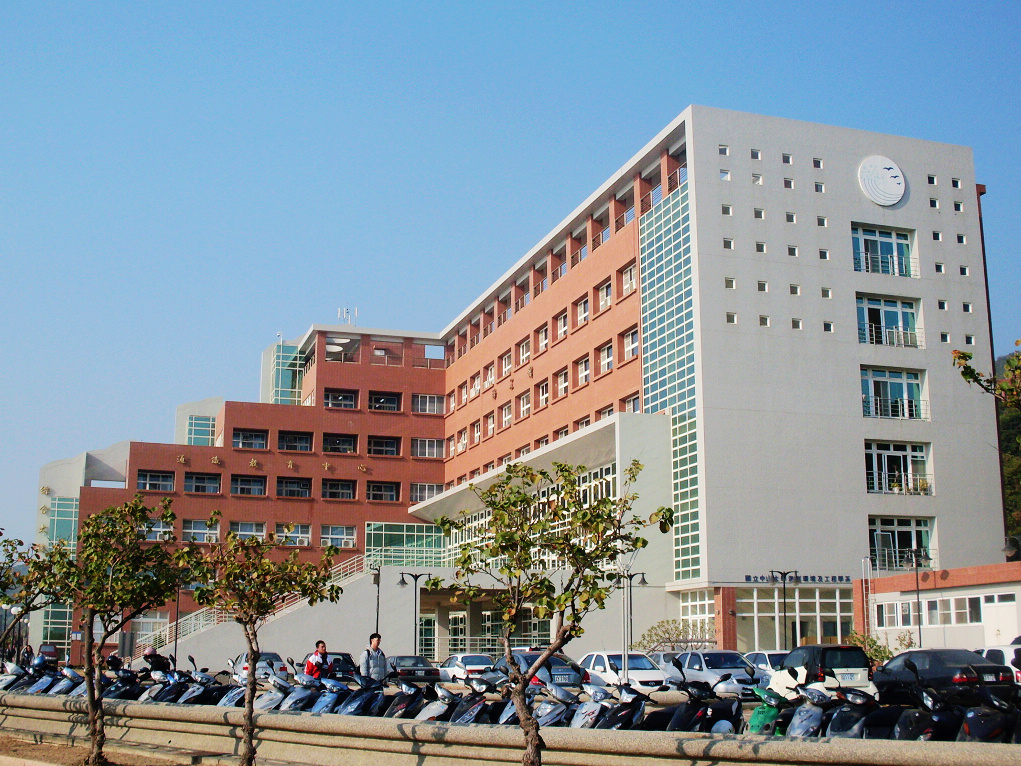
海洋科學學院海工系大樓
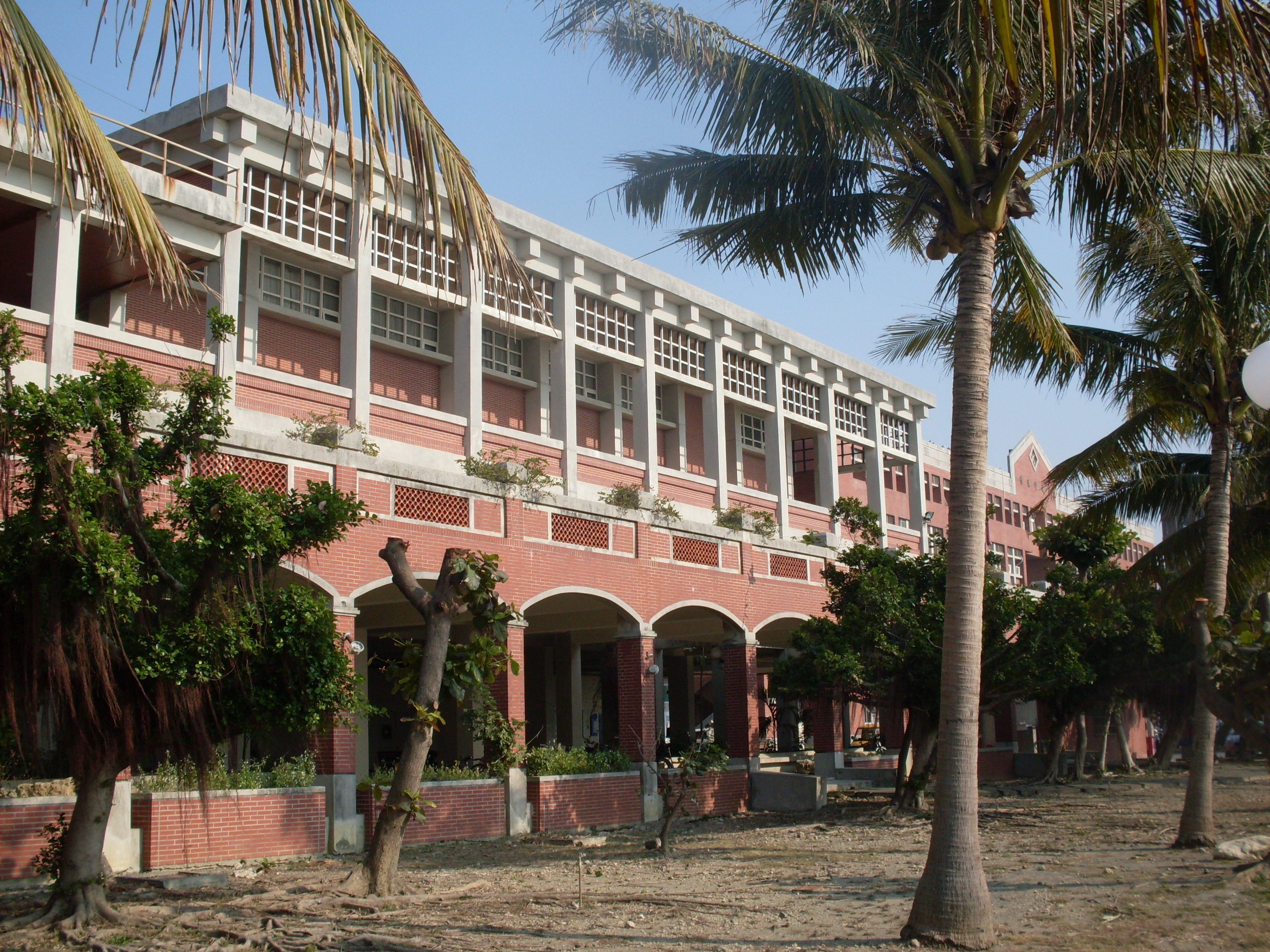
海洋科學學院，北側大樓
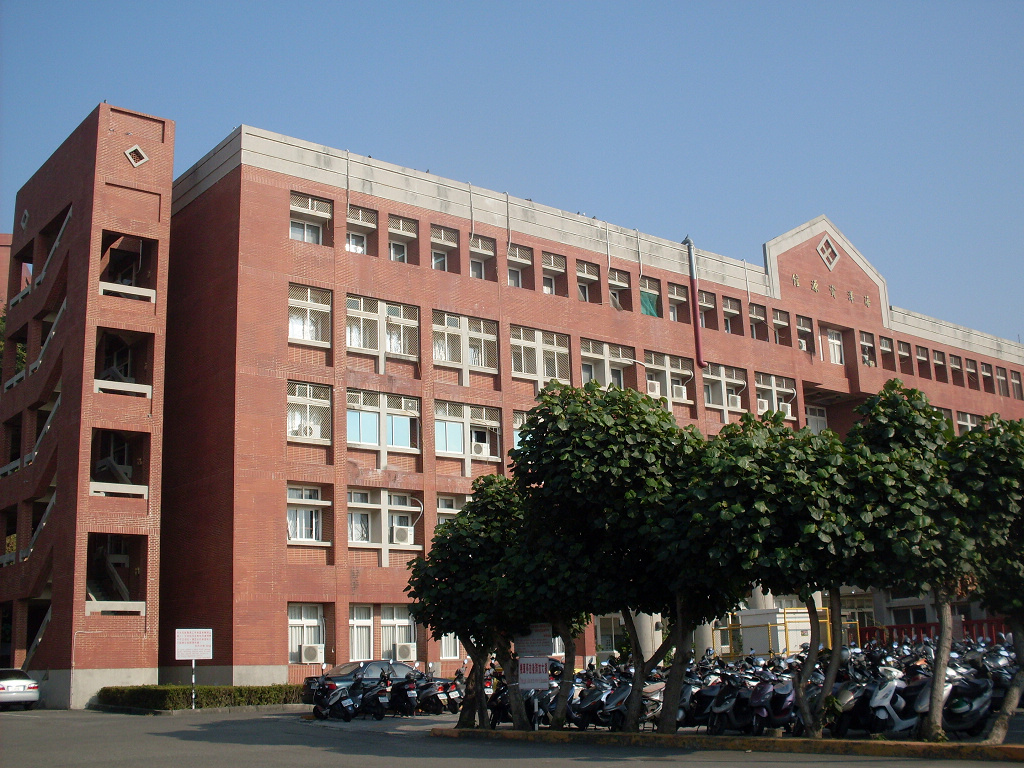
海洋科學學院海洋資源館
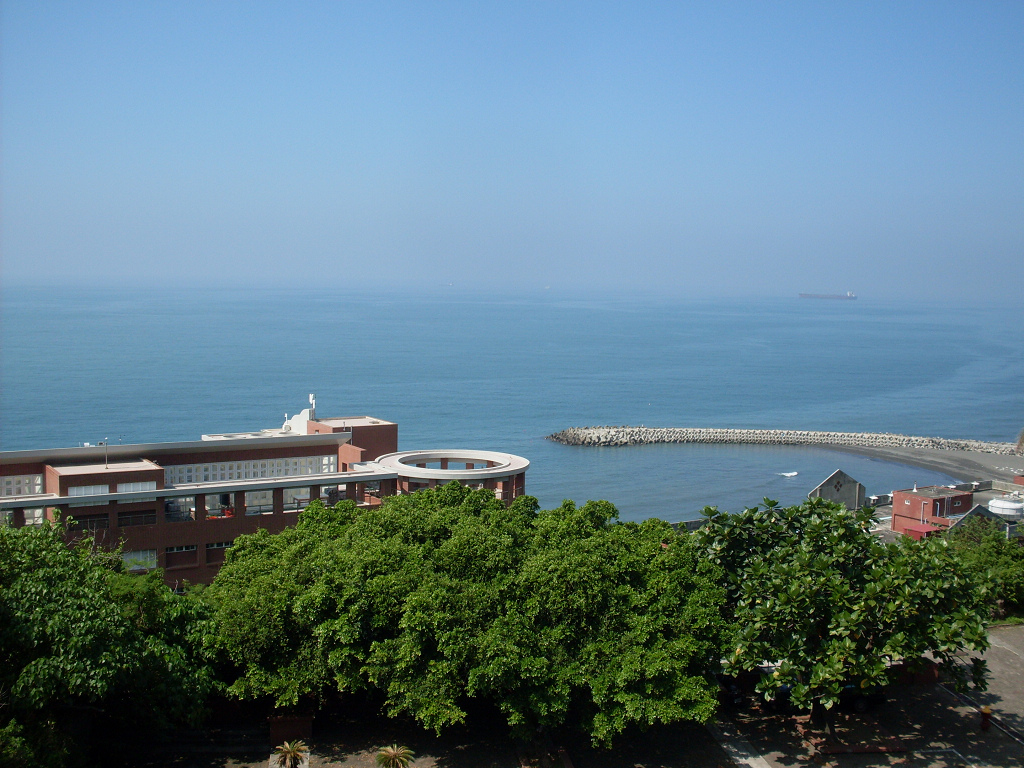
海洋科學學院面向台灣海峽

## 學術成就
- 海洋科學排名世界第151-200名。（英國QS世界大學排名）[5]
- 黑潮圈環境變遷與生物多樣性研究
- 海洋生藥科技研究
- 海洋關鍵工程技術研究

## 系所單位
- 海洋科學系（學、碩、博士班）
- 海洋環境及工程學系（學、碩、博士班）
- 海洋生物科技暨資源學系（學、碩、博士班）
- 海洋生物研究所（2013年以後整併為海洋科學系研究所甲組）
- 海洋地質及化學研究所（2013年以後整併為海洋科學系研究所乙組）
- 海下科技暨應用海洋物理研究所（2013年以後海洋物理組整併為海洋科學系研究所丙組）
- 海洋事務研究所（碩士班）
- 海下科技研究所（2013年以後由海下科技暨應用物理研究所分出）
- 海洋生態與保育研究所（碩士班）
- 海洋生物科技博士學位學程
- 海洋科學與科技全英語博士學位學程

## 研究中心
- 海洋前瞻科技推廣中心
- 東沙國際海洋研究站

## 委員會
- 漁業推廣委員會
- 海洋教育推廣委員會

## 研究船
- 國科會新海研三號[6]

## 外部連結
- 國立中山大學海洋科學學院（页面存档备份，存于）